# Palaeopsis
Palaeopsis is een geslacht van vlinders van de familie spinneruilen (Erebidae), uit de onderfamilie Arctiinae.

## Soorten
- P. diaphanella Hampson, 1893
- P. testacea Rothschild, 1913
- P. unifascia Inoue, 1980